# أرمينيوس

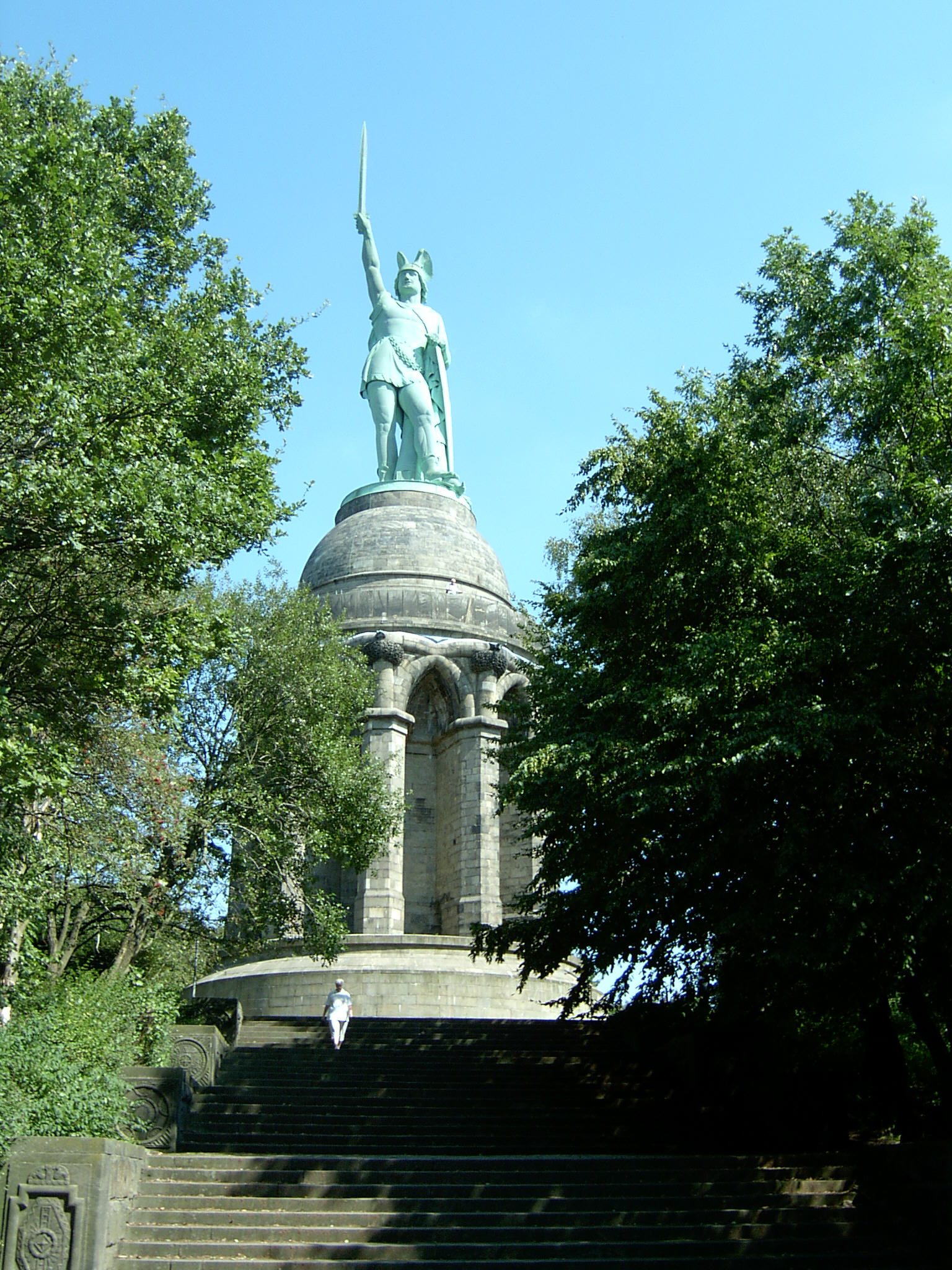

أرمينيوس (Arminius) (بالألمانية: Hermann) (ولد 18 قبل الميلاد - توفى 21)، زعيم قبيلة الشيروسكيين الذي هزم الجيش الروماني في معركة فاروس أو المعروفة بمعركة غابة تويتوبورغ. نجح تحالف القبائل الجرمانية ضد الإمبراطورية الرومانية في قطع الطريق على الجهود التي بذلها جرمانيكوس، ابن شقيق الإمبراطور تيبيريوس للسيطرة على الأراضي الجرمانية شرقي نهر الراين، حيث انهزم جيش الرومان هزيمة كبيرة. ورغم الجدل بين المؤرخين حول نتائج عدة معارك حاسمة تلت تلك المعركة لاستعادة هيبة الجيش الروماني (تاسيتوس، أنالس 2,22، سويتونيوس، كاليغولا 1.4). ولكن هزيمة الرومان كانت أكيدة وعملوا على ترك تلك المناطق. وعلى الرغم من أن أرمينيوس في نهاية المطاف لم ينجح في إقامة الوحدة بين القبائل الجرمانية، كان لنصره الكبير أثرا بعيد المدى على تاريخ اللاحق لكل من القبائل الجرمانية القديمة والإمبراطورية الرومانية، وأخيرا على أوروبا بأسرها. ويعتبر الأمان أن أرمينيوس هو أول بطل حربي في تاريخ ألمانيا.

## تمثال أرمينيوس
في أواسط القرن التاسع عشر أقام الألمان تمثالا كبيرا لأرمينيوس في منطقة شمالية بالقرب من أوسنابروك. وقد اختير هذا الموقع رغم عدم التأكد من حدوث المعركة الشهيرة فيها. ولكن الأبحاث التالية تدل على أن المعركة كانت بين مدينتي أوسنابروك وبرامشه الحاليتين.